# Клюквинка (Колпашевский район)
Клюквинка — исчезнувшая деревня в Колпашевском районе Томской области. На момент упразднения входила в состав Чажемтовского сельсовета. Упразднена в 2004 году.

## География
Деревня располагалась на краю болота Петропавловское, у озера Клюквенное, в 20 км (по прямой) к северо-западу от села Чажемто.

## История
Деревня возникла в начале 1930-х годов, когда бассейн Чая стал местом расселения спецпоселенцев из числа кулаков. По данным на 1938 год спецпосёлок Клюквинка подчинялся Колпашевской участковой комендатуре. В посёлке проживала 32 семьи спецпоселенцев.
Постановлением Государственной Думы Томской области от 29 июля 2004 года № 1361 деревня Клюквинка исключена из учётных данных.

## Население
| 1939 | 1952 | 1959 | 1970 | 1979 | 1989 | 2002 |
| ---- | ---- | ---- | ---- | ---- | ---- | ---- |
| 365  | ↘201 | ↘162 | ↘109 | ↘3   | ↘0   | →0   |

В 1938 году в поселке проживало 152 человека спецпоселенцев, в том числе 17 мужчин, 47 женщины и 88 детей до 16 лет.